# Pavel Lotru
Pavel Lotru din Bălcești (n. secolul al XVII-lea, Bălcești, România – d. secolul al XVIII-lea), poate cel mai eficient haiduc din Oltenia, a fost căutat mai bine de 3 ani de imperiali și potere, dar nu a fost prins. A dispărut, dar banii furați de el au circulat imediat prin toate târgurile Olteniei. A dat cea mai grea lovitură austriecilor în timpul ocupației Olteniei.
Pavel Lotru era un haiduc care haiducea pe ambii versanți ai Carpaților, atât în Gorj și Vâlcea, cât și prin părțile Sibiului, unde avea mai multe ibovnice nemțoaice și unguroaice, neveste ale oamenilor de vază din Sibiu. Află de la o ibovnică că urmează să sosească în Oltenia caravana care strângea impozitele și care venea din Ungaria, Croația și Transilvania. Caravana venea acum în Oltenia să ridice taxele; erau 20 de căruțe cu pereți metalici, fiecare trasă de câte opt perechi de cai nemțești, ticsite de pungi cu galbeni.
Nu a dat singur lovitura, deși el a fost capul, ceata lui s-a unit cu cetele de haiduci ale lui Radu Ursan și Neagu Papură.
Furtul a fost atât de mare încât a produs un adevarat dezechilibru financiar în Imperiul Habsburgic dar, în același timp, a dus la devalorizarea banilor în Oltenia, precum și la destituirea banului Craiovei apoi la inființarea cetelor de panduri sub conducere austriacă.